# Роки життя з поправкою на інвалідність

Роки життя з поправкою на інвалідність зі 100 000 втрачених з будь-якої причини 2004 року. Жовте - менше 9 250, червоне - більше 80 000.

Роки життя з поправкою на інвалідність (англ. Disability-adjusted life year, DALY) — це показник загального тягаря хвороб, виражений в кількості років, втрачених через поганий стан здоров'я, інвалідність або передчасну смерть, який був розроблений в 1990-х роках для порівняння загального стану здоров'я і тривалості життя в різних країнах.  
DALY стає все більш поширеним явищем у галузі охорони здоров'я і оцінки впливу на здоров'я (МОЗ). Він охоплює не лише передбачувані роки життя, втрачені через передчасні смерті, але також враховує відповідні роки «здорового» життя, втрачені внаслідок поганого стану здоров'я або інвалідності. До того ж смертність і захворюваність об'єднуються в одну загальну метрику.

## Розрахунок

Інфографіка

Роки життя з поправкою на інвалідність, є соціальним показником захворюваності або тягаря інвалідності серед населення. DALY розраховуються шляхом поєднання показників очікуваної тривалості життя, а також скоригованої якості життя під час важкого захворювання або інвалідності для населення. DALY пов'язано з показником якості життя з поправкою на рік життя (QALY); проте QALY вимірює лише вигоду з медичним втручанням і без нього, отже не визначає загальне навантаження. Крім того, QALY здебільшого є особистісною, а не соціальною мірою.
Зазвичай, зобов’язання щодо охорони здоров'я, виражалися з використанням одного показника — втрачених років життя (YLL) через передчасну смерть. Стан здоров'я, який не призвів до смерті молодшим ніж очікувалося, не враховувався. Тягар життя з хворобою чи інвалідністю вимірюється втраченими роками через непрацездатність (YLD), іноді також відомими як роки, втрачені через хворобу або роки, прожиті з інвалідністю / хворобою. 
DALY розраховується як сума цих двох складників: 
DALY = YLL + YLD
DALY покладається на визнання того, що найбільш придатною мірою наслідків хронічного захворювання є час, як втрачений через передчасну смерть, так і час, витрачений на лікування хвороби. Отже, один DALY дорівнює одному року втраченого здорового життя.
Те, наскільки медичний стан впливає на людину, називається тиском інвалідності (DW). Це визначається захворюванням або непрацездатністю і не залежить від віку. Було складено таблиці тисяч захворювань і неспроможностей - від хвороби Альцгеймера до втрати пальця, з показниками непрацездатності, призначеними для означення рівня інвалідності, обумовленого певним станом.
Найбільш помітною зміною між показниками визначення рівня інвалідності 2004 та 2010 років була сліпота, оскільки показники вважалися мірою здоров'я, а не добробуту, а сліпа людина не вважається хворою. «У термінології GBD термін інвалідність широко використовується для позначення відхилень від оптимального стану здоров'я в будь-якій важливій галузі здоров'я».
На рівні населення тягар хвороб, що вимірюється DALY, розраховується шляхом додавання YLL до YLD. YLL використовує очікувану тривалість життя на мить смерті. YLD визначається числом років непрацездатності, зважених за рівнем інвалідності, викликаної непрацездатністю або захворюванням, за формулою:
YLD = I x DW x L
У цій формулі I = кількість випадків захворювання в популяції, DW = тягар непрацездатності певного стану і L = середня тривалість випадку до одужання або смерті (роки). Існує також розрахунок поширеності (на відміну від захворюваності) для YLD. Кількість років, втрачених через передчасну смерть, розраховується як
YLL = N x L
де N = кількість смертей внаслідок захворювання, L = стандартна очікувана тривалість життя у віці смерті. Зауважте, що очікувана тривалість життя неоднакова в різному віці. Наприклад, в епоху палеоліту очікувана тривалість життя при народженні становила 33 роки, а очікувана тривалість життя у віці 15 років, складала ще плюс 39 років (всього 54). 
Статистика очікуваної тривалості життя в Японії використовується як стандарт для вимірювання передчасної смерті, оскільки у японців найбільша очікувана тривалість життя.